# 盧肯山
47°42′52″N 11°39′52″E / 47.71453°N 11.66452°E

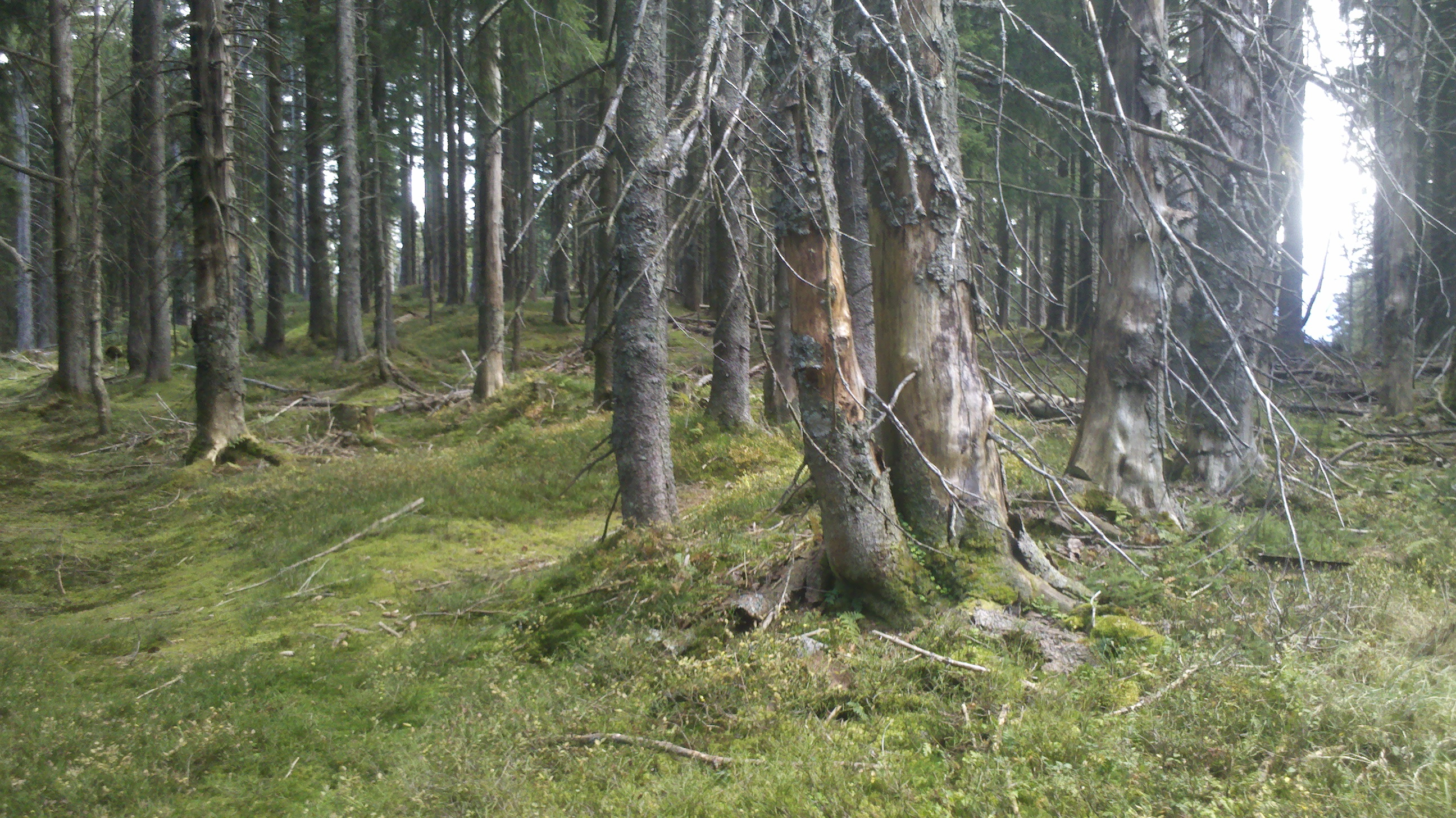

盧肯山（德語：Luckenkopf），是德國的山峰，位於該國東南部，由巴伐利亞負責管轄，屬於巴伐利亞前阿爾卑斯山脈的一部分，距離胡德山1.6公里，海拔高度1,370米。